# Suberites mammilaris
Suberites mammilaris är en svampdjursart som beskrevs av Thomas Robertson Sim och Kim 1994. Suberites mammilaris ingår i släktet Suberites och familjen Suberitidae. Inga underarter finns listade i Catalogue of Life.